# Vilhelm VI av Hessen-Kassel
Vilhelm VI av Hessen-Kassel , född den 23 maj 1629 i Kassel, död där den 16 juli 1663, var en tysk furste, regerande lantgreve av Hessen-Kassel från 1637 till 1663.

## Biografi
Vilhelm VI var son till Vilhelm V av Hessen-Kassel och Amalie Elisabeth av Hanau-Münzenberg.
Han blev regerande lantgreve vid åtta års ålder, och hans mor var därför regent tills han förklarades myndig vid 21 års ålder 1650. 
Vilhelm VI var gift med Hedvig Sofia av Brandenburg.

## Barn (i urval)
- Charlotta Amalia (1650–1714), gift med Kristian V av Danmark
- Vilhelm VII (1651–1670), lantgreve av Hessen-Kassel 1663–1670
- Karl I (1654–1730), lantgreve av Hessen-Kassel 1670–1730